# Stellasaurus
Stellasaurus (que significa "lagarto estrela"; tanto em referência à forma de sua ornamentação de cabeça quanto como uma homenagem à música "Starman" de David Bowie) é um gênero de dinossauro ceratopsídeo do clado Centrosaurinae que viveu em Montana durante o Cretáceo Superior. O tipo e única espécie é Stellasaurus ancellae. Seus restos foram encontrados na Formação Two Medicine do estágio Campaniano tardio, a mesma unidade geológica na qual seus parentes Rubeosaurus (agora visto como sinônimo de Styracosaurus), Einiosaurus e Achelousaurus foram descobertos.
Originalmente proposto como um táxon distinto em 1992, os espécimes foram posteriormente atribuídos ao Rubeosaurus. Em 2020 uma reavaliação questionou a referência e a nomeou como espécie distinta em um novo gênero. Os descritores o viram como uma forma de transição entre Styracosaurus albertensis e Einiosaurus em uma única linha evolutiva que levou a Achelousaurus e Pachyrhinosaurus.

## Descrição

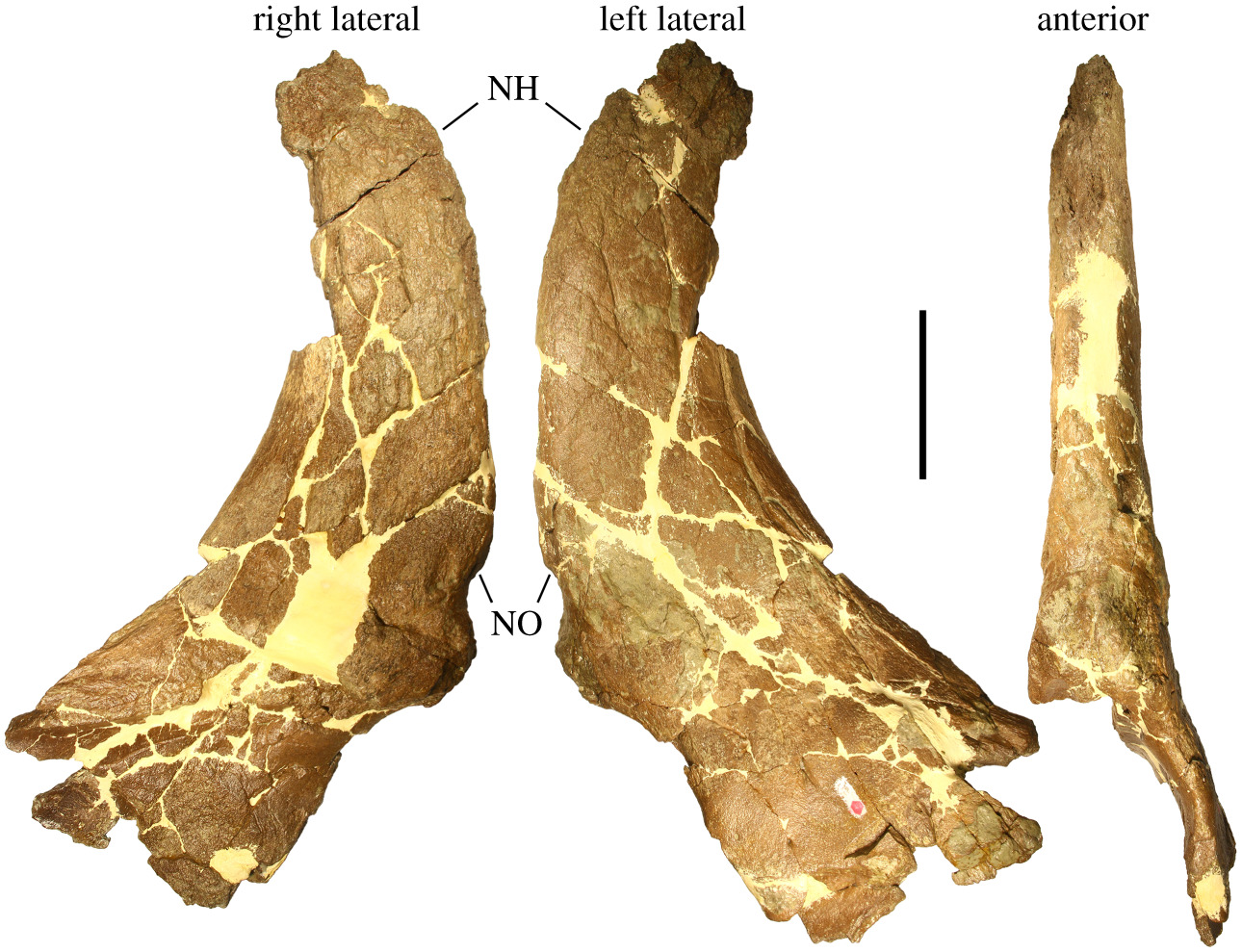
Chifre nasal

Como outros dinossauros ceratopsídeos, o Stellasaurus teria uma ornamentação craniana complexa. Em particular, ele compartilhava anatomia semelhante a outros eucentrossauros derivados e foi descrito como tendo uma anatomia intermediária entre a do Styracosaurus albertensis e o Einiosaurus, seu suposto ancestral e descendente. Como o primeiro, possuía um chifre nasal muito longo, maior do que o encontrado no Centrosaurus. Este chifre é ereto e recurvado (apontado para dentro, ao contrário do próprio chifre procurvado do Einiosaurus que aponta na direção oposta) e comprimido, lateralmente. A condição supraorbital também era muito semelhante ao Styracosaurus albertensis, com um pequeno remanescente de um horncore. Sua anatomia parietal é muito mais semelhante ao Einiosaurus, com terceiros espinhos parietais longos e retos, quarto espinhos parietais igualmente retos com menos da metade do tamanho destes, e do quinto ao sétimo não alongados. Semelhante ao Einiosaurus e Achelousaurus, nenhum epiparietal ou episquamosal, no sentido de "ossificações de babados" separados, foi encontrado, indicando que os três gêneros podem não ter eles.

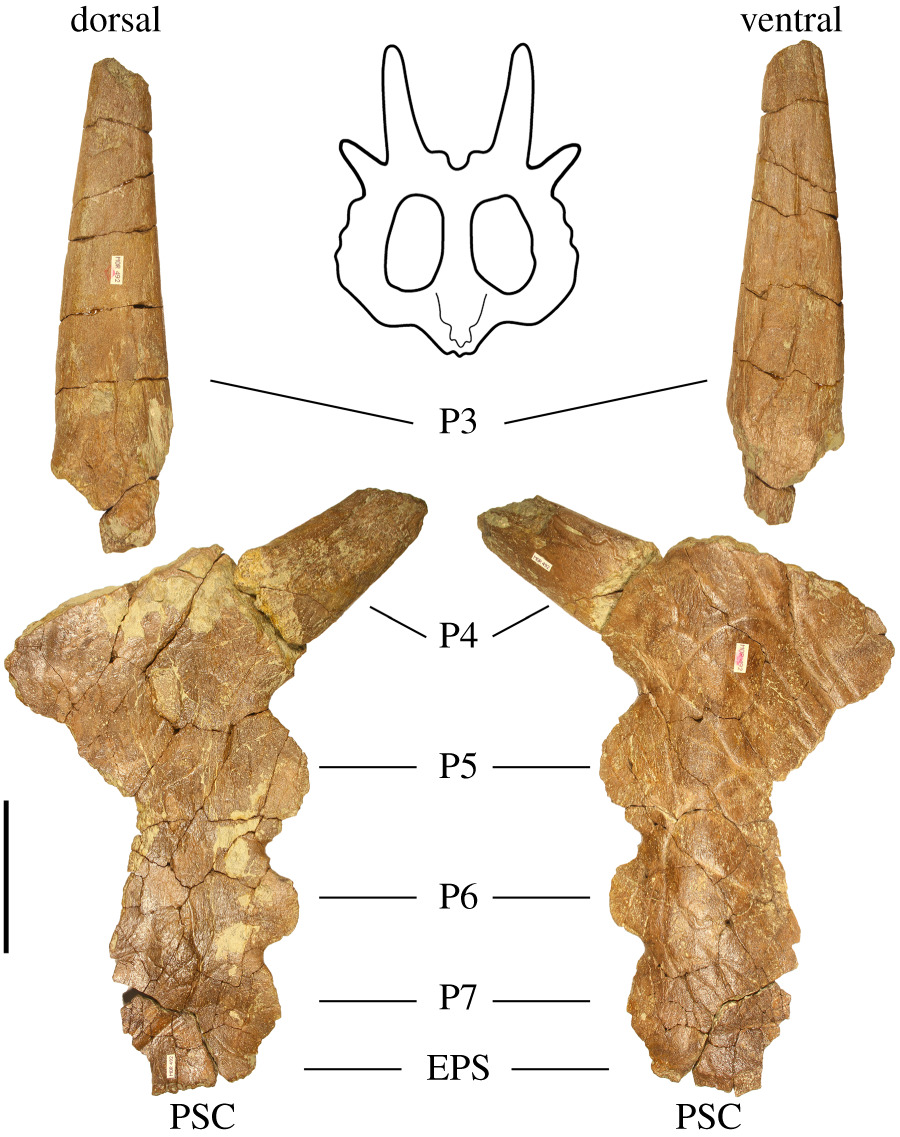
Barra parietal do espécime holótipo MOR 492

Wilson e Ryan diferem de outros pesquisadores em sua interpretação do fóssil. Jack Horner acreditava em 2010 que o lado direito do escudo do pescoço estava preservado; de acordo com o artigo de 2020 de Wilson et al., Horner erroneamente inverteu a borda do escudo. Wilson também acreditava que poderia ter determinado a posição correta do terceiro parietal ("P3"), mais ou menos paralelo na direção longitudinal da cabeça, enquanto Horner acreditava que essa projeção era mais para dentro do que no Styracosaurus (Rubeosaurus?) holótipo ovatus. Outro ponto de discórdia é a contagem da epiparietalia. De acordo com Andrew McDonald a geada é epiparietal o P8, mas de acordo com Wilson & Ryan é o P7. Aliás, eles não chamam as protuberâncias de "epiparietalia" porque isso pressupõe que elas tenham crescido juntas osteodermas, ossificações cutâneas separadas. Eles não consideram que isso tenha sido demonstrado em Styracosaurus, Stellasaurus e Einiosaurus. Em vez disso, envolveria excrescências da perna da parede. Da mesma forma, eles não falam de episquamosalia.

## Classificação

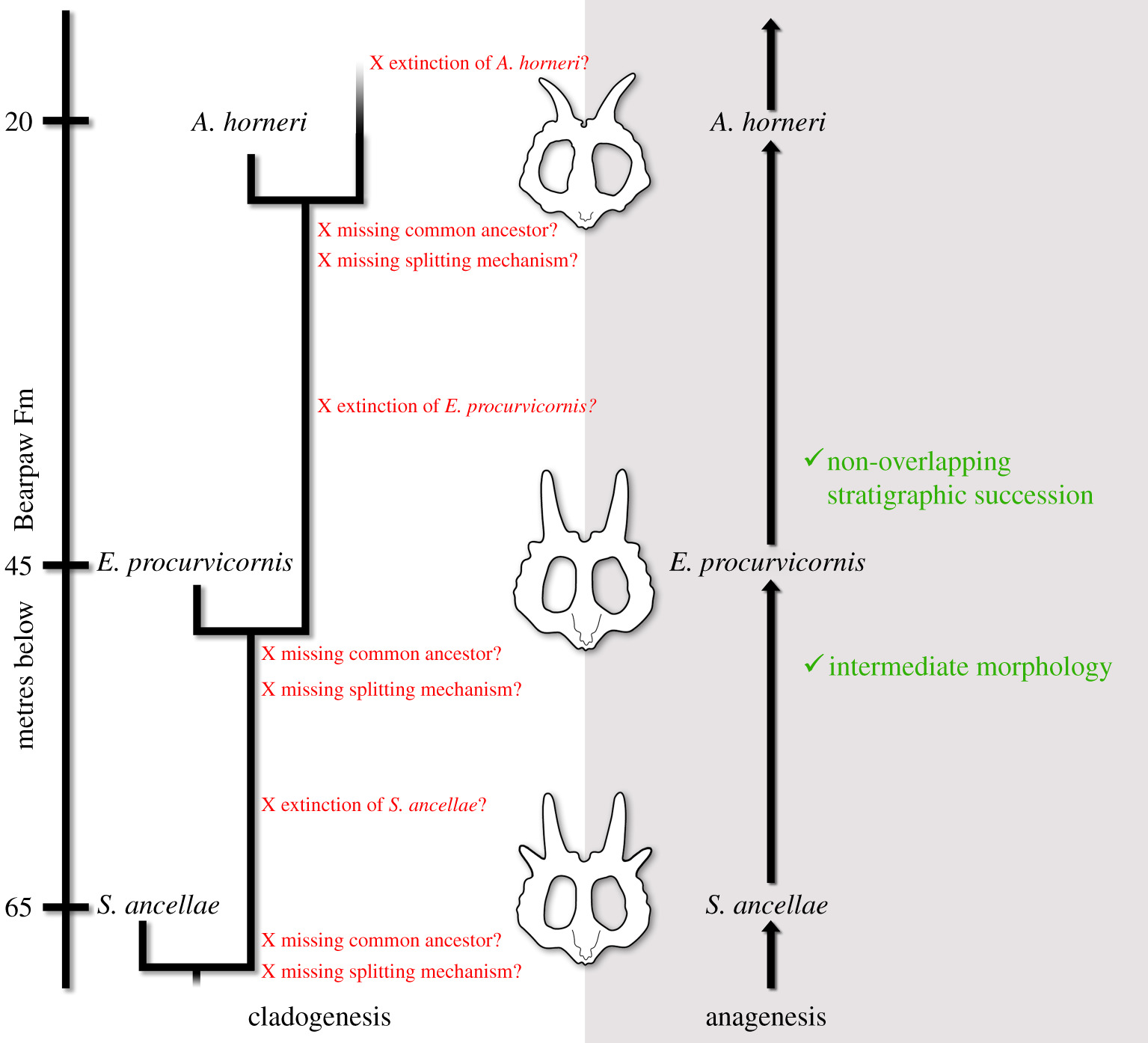
Comparação das duas principais hipóteses de modo evolutivo para os centrosaurinos da Formação Two Medicine

Stellasaurus é colocado dentro da família Ceratopsidae na subfamília Centrosaurinae. Os descritores vêem a espécie como um intermediário entre Styracosaurus albertensis e Einiosaurus, e não intimamente relacionado com Rubeosaurus ovatus (que os descritores consideram uma espécie de Styracosaurus). Os autores descartam uma interpretação da evolução dos ceratopsídeos nessas formações como uma sucessão de divisões. Eles consideraram isso como uma violação da exigência de parcimônia. Afinal, toda cisão pressupõe a existência de um último ancestral comum, um mecanismo de cisão, um segundo ramo que não deixou fósseis e a extinção desse ramo. Em comparação, um modelo de ancestralidade direta seria muito mais simples. Costuma-se objetar a essa linha de raciocínio que, dada a existência de um segundo ramo, o ancestral e a extinção já estão implícitos e, portanto, não o tornam mais improvável. Além disso, há uma infinidade de divisões possíveis. De fato, o modelo sem divisão é mais provável do que qualquer um dos modelos divididos, mas isso não quer dizer que seja mais provável do que o total desses modelos. Isso dependeria da probabilidade a priori de uma divisão, algo sobre o qual poucos dados estão disponíveis.

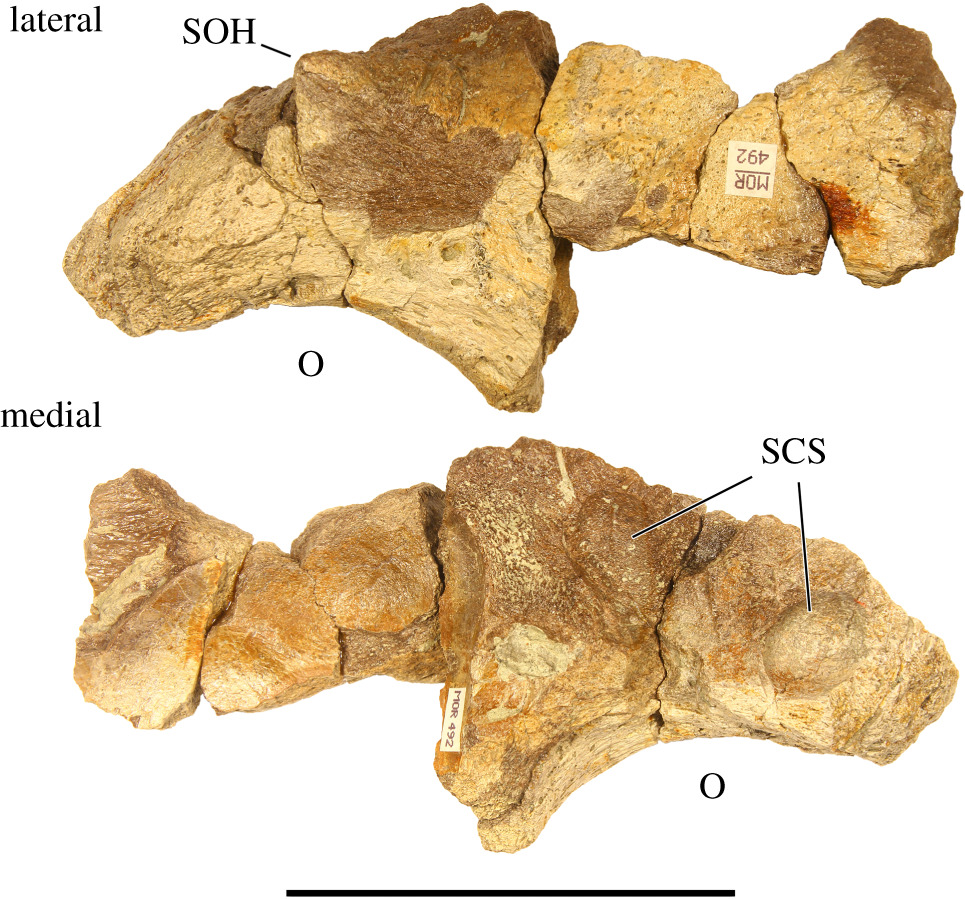
Ornamentação supraorbitária (acima da órbita) esquerda

O cladograma abaixo mostra a posição filogenética de Stellasaurus, segundo proposto por Wilson e colegas em 2020.
|  | Medusaceratops lokii                                                                      |
|  |                                                                                           |
|  | \| \| Wendiceratops pinhornensis \| \| \| \| \| \| Sinoceratops zhuchengensis \| \| \| \| |
|  |                                                                                           |
|  | Wendiceratops pinhornensis                                                                |
|  |                                                                                           |
|  | Sinoceratops zhuchengensis                                                                |
|  |                                                                                           |

|  | Wendiceratops pinhornensis |
|  |                            |
|  | Sinoceratops zhuchengensis |
|  |                            |

|  | Medusaceratops lokii                                                                      |
|  |                                                                                           |
|  | \| \| Wendiceratops pinhornensis \| \| \| \| \| \| Sinoceratops zhuchengensis \| \| \| \| |
|  |                                                                                           |
|  | Wendiceratops pinhornensis                                                                |
|  |                                                                                           |
|  | Sinoceratops zhuchengensis                                                                |
|  |                                                                                           |

|  | Wendiceratops pinhornensis |
|  |                            |
|  | Sinoceratops zhuchengensis |
|  |                            |

|  | Machairoceratops cronusi |
|  |                          |
|  | Diabloceratops eatoni    |
|  |                          |

|  | Albertaceratops nesmoi                                                         |
|  |                                                                                |
|  | \| \| Nasutoceratops titusi \| \| \| \| \| \| Avaceratops lammersi \| \| \| \| |
|  |                                                                                |
|  | Nasutoceratops titusi                                                          |
|  |                                                                                |
|  | Avaceratops lammersi                                                           |
|  |                                                                                |

|  | Nasutoceratops titusi |
|  |                       |
|  | Avaceratops lammersi  |
|  |                       |

|  | Machairoceratops cronusi |
|  |                          |
|  | Diabloceratops eatoni    |
|  |                          |

|  | Albertaceratops nesmoi                                                         |
|  |                                                                                |
|  | \| \| Nasutoceratops titusi \| \| \| \| \| \| Avaceratops lammersi \| \| \| \| |
|  |                                                                                |
|  | Nasutoceratops titusi                                                          |
|  |                                                                                |
|  | Avaceratops lammersi                                                           |
|  |                                                                                |

|  | Nasutoceratops titusi |
|  |                       |
|  | Avaceratops lammersi  |
|  |                       |

|  | Medusaceratops lokii                                                                      |
|  |                                                                                           |
|  | \| \| Wendiceratops pinhornensis \| \| \| \| \| \| Sinoceratops zhuchengensis \| \| \| \| |
|  |                                                                                           |
|  | Wendiceratops pinhornensis                                                                |
|  |                                                                                           |
|  | Sinoceratops zhuchengensis                                                                |
|  |                                                                                           |

|  | Wendiceratops pinhornensis |
|  |                            |
|  | Sinoceratops zhuchengensis |
|  |                            |

|  | Medusaceratops lokii                                                                      |
|  |                                                                                           |
|  | \| \| Wendiceratops pinhornensis \| \| \| \| \| \| Sinoceratops zhuchengensis \| \| \| \| |
|  |                                                                                           |
|  | Wendiceratops pinhornensis                                                                |
|  |                                                                                           |
|  | Sinoceratops zhuchengensis                                                                |
|  |                                                                                           |

|  | Wendiceratops pinhornensis |
|  |                            |
|  | Sinoceratops zhuchengensis |
|  |                            |

|  | Machairoceratops cronusi |
|  |                          |
|  | Diabloceratops eatoni    |
|  |                          |

|  | Albertaceratops nesmoi                                                         |
|  |                                                                                |
|  | \| \| Nasutoceratops titusi \| \| \| \| \| \| Avaceratops lammersi \| \| \| \| |
|  |                                                                                |
|  | Nasutoceratops titusi                                                          |
|  |                                                                                |
|  | Avaceratops lammersi                                                           |
|  |                                                                                |

|  | Nasutoceratops titusi |
|  |                       |
|  | Avaceratops lammersi  |
|  |                       |

|  | Machairoceratops cronusi |
|  |                          |
|  | Diabloceratops eatoni    |
|  |                          |

|  | Albertaceratops nesmoi                                                         |
|  |                                                                                |
|  | \| \| Nasutoceratops titusi \| \| \| \| \| \| Avaceratops lammersi \| \| \| \| |
|  |                                                                                |
|  | Nasutoceratops titusi                                                          |
|  |                                                                                |
|  | Avaceratops lammersi                                                           |
|  |                                                                                |

|  | Nasutoceratops titusi |
|  |                       |
|  | Avaceratops lammersi  |
|  |                       |

|  | Spinops sternbergorum                                                           |
|  |                                                                                 |
|  | \| \| Centrosaurus apertus \| \| \| \| \| \| Coronosaurus brinkmani \| \| \| \| |
|  |                                                                                 |
|  | Centrosaurus apertus                                                            |
|  |                                                                                 |
|  | Coronosaurus brinkmani                                                          |
|  |                                                                                 |

|  | Centrosaurus apertus   |
|  |                        |
|  | Coronosaurus brinkmani |
|  |                        |

|  | Styracosaurus ovatus      |
|  |                           |
|  | Styracosaurus albertensis |
|  |                           |

|  | Pachyrhinosaurus lakustai                                                                  |
|  |                                                                                            |
|  | \| \| Pachyrhinosaurus perotorum \| \| \| \| \| \| Pachyrhinosaurus canadensis \| \| \| \| |
|  |                                                                                            |
|  | Pachyrhinosaurus perotorum                                                                 |
|  |                                                                                            |
|  | Pachyrhinosaurus canadensis                                                                |
|  |                                                                                            |

|  | Pachyrhinosaurus perotorum  |
|  |                             |
|  | Pachyrhinosaurus canadensis |
|  |                             |

|  | Pachyrhinosaurus lakustai                                                                  |
|  |                                                                                            |
|  | \| \| Pachyrhinosaurus perotorum \| \| \| \| \| \| Pachyrhinosaurus canadensis \| \| \| \| |
|  |                                                                                            |
|  | Pachyrhinosaurus perotorum                                                                 |
|  |                                                                                            |
|  | Pachyrhinosaurus canadensis                                                                |
|  |                                                                                            |

|  | Pachyrhinosaurus perotorum  |
|  |                             |
|  | Pachyrhinosaurus canadensis |
|  |                             |

|  | Pachyrhinosaurus lakustai                                                                  |
|  |                                                                                            |
|  | \| \| Pachyrhinosaurus perotorum \| \| \| \| \| \| Pachyrhinosaurus canadensis \| \| \| \| |
|  |                                                                                            |
|  | Pachyrhinosaurus perotorum                                                                 |
|  |                                                                                            |
|  | Pachyrhinosaurus canadensis                                                                |
|  |                                                                                            |

|  | Pachyrhinosaurus perotorum  |
|  |                             |
|  | Pachyrhinosaurus canadensis |
|  |                             |

|  | Pachyrhinosaurus lakustai                                                                  |
|  |                                                                                            |
|  | \| \| Pachyrhinosaurus perotorum \| \| \| \| \| \| Pachyrhinosaurus canadensis \| \| \| \| |
|  |                                                                                            |
|  | Pachyrhinosaurus perotorum                                                                 |
|  |                                                                                            |
|  | Pachyrhinosaurus canadensis                                                                |
|  |                                                                                            |

|  | Pachyrhinosaurus perotorum  |
|  |                             |
|  | Pachyrhinosaurus canadensis |
|  |                             |

|  | Pachyrhinosaurus lakustai                                                                  |
|  |                                                                                            |
|  | \| \| Pachyrhinosaurus perotorum \| \| \| \| \| \| Pachyrhinosaurus canadensis \| \| \| \| |
|  |                                                                                            |
|  | Pachyrhinosaurus perotorum                                                                 |
|  |                                                                                            |
|  | Pachyrhinosaurus canadensis                                                                |
|  |                                                                                            |

|  | Pachyrhinosaurus perotorum  |
|  |                             |
|  | Pachyrhinosaurus canadensis |
|  |                             |

|  | Pachyrhinosaurus lakustai                                                                  |
|  |                                                                                            |
|  | \| \| Pachyrhinosaurus perotorum \| \| \| \| \| \| Pachyrhinosaurus canadensis \| \| \| \| |
|  |                                                                                            |
|  | Pachyrhinosaurus perotorum                                                                 |
|  |                                                                                            |
|  | Pachyrhinosaurus canadensis                                                                |
|  |                                                                                            |

|  | Pachyrhinosaurus perotorum  |
|  |                             |
|  | Pachyrhinosaurus canadensis |
|  |                             |

|  | Pachyrhinosaurus lakustai                                                                  |
|  |                                                                                            |
|  | \| \| Pachyrhinosaurus perotorum \| \| \| \| \| \| Pachyrhinosaurus canadensis \| \| \| \| |
|  |                                                                                            |
|  | Pachyrhinosaurus perotorum                                                                 |
|  |                                                                                            |
|  | Pachyrhinosaurus canadensis                                                                |
|  |                                                                                            |

|  | Pachyrhinosaurus perotorum  |
|  |                             |
|  | Pachyrhinosaurus canadensis |
|  |                             |

|  | Pachyrhinosaurus lakustai                                                                  |
|  |                                                                                            |
|  | \| \| Pachyrhinosaurus perotorum \| \| \| \| \| \| Pachyrhinosaurus canadensis \| \| \| \| |
|  |                                                                                            |
|  | Pachyrhinosaurus perotorum                                                                 |
|  |                                                                                            |
|  | Pachyrhinosaurus canadensis                                                                |
|  |                                                                                            |

|  | Pachyrhinosaurus perotorum  |
|  |                             |
|  | Pachyrhinosaurus canadensis |
|  |                             |

|  | Styracosaurus ovatus      |
|  |                           |
|  | Styracosaurus albertensis |
|  |                           |

|  | Pachyrhinosaurus lakustai                                                                  |
|  |                                                                                            |
|  | \| \| Pachyrhinosaurus perotorum \| \| \| \| \| \| Pachyrhinosaurus canadensis \| \| \| \| |
|  |                                                                                            |
|  | Pachyrhinosaurus perotorum                                                                 |
|  |                                                                                            |
|  | Pachyrhinosaurus canadensis                                                                |
|  |                                                                                            |

|  | Pachyrhinosaurus perotorum  |
|  |                             |
|  | Pachyrhinosaurus canadensis |
|  |                             |

|  | Pachyrhinosaurus lakustai                                                                  |
|  |                                                                                            |
|  | \| \| Pachyrhinosaurus perotorum \| \| \| \| \| \| Pachyrhinosaurus canadensis \| \| \| \| |
|  |                                                                                            |
|  | Pachyrhinosaurus perotorum                                                                 |
|  |                                                                                            |
|  | Pachyrhinosaurus canadensis                                                                |
|  |                                                                                            |

|  | Pachyrhinosaurus perotorum  |
|  |                             |
|  | Pachyrhinosaurus canadensis |
|  |                             |

|  | Pachyrhinosaurus lakustai                                                                  |
|  |                                                                                            |
|  | \| \| Pachyrhinosaurus perotorum \| \| \| \| \| \| Pachyrhinosaurus canadensis \| \| \| \| |
|  |                                                                                            |
|  | Pachyrhinosaurus perotorum                                                                 |
|  |                                                                                            |
|  | Pachyrhinosaurus canadensis                                                                |
|  |                                                                                            |

|  | Pachyrhinosaurus perotorum  |
|  |                             |
|  | Pachyrhinosaurus canadensis |
|  |                             |

|  | Pachyrhinosaurus lakustai                                                                  |
|  |                                                                                            |
|  | \| \| Pachyrhinosaurus perotorum \| \| \| \| \| \| Pachyrhinosaurus canadensis \| \| \| \| |
|  |                                                                                            |
|  | Pachyrhinosaurus perotorum                                                                 |
|  |                                                                                            |
|  | Pachyrhinosaurus canadensis                                                                |
|  |                                                                                            |

|  | Pachyrhinosaurus perotorum  |
|  |                             |
|  | Pachyrhinosaurus canadensis |
|  |                             |

|  | Pachyrhinosaurus lakustai                                                                  |
|  |                                                                                            |
|  | \| \| Pachyrhinosaurus perotorum \| \| \| \| \| \| Pachyrhinosaurus canadensis \| \| \| \| |
|  |                                                                                            |
|  | Pachyrhinosaurus perotorum                                                                 |
|  |                                                                                            |
|  | Pachyrhinosaurus canadensis                                                                |
|  |                                                                                            |

|  | Pachyrhinosaurus perotorum  |
|  |                             |
|  | Pachyrhinosaurus canadensis |
|  |                             |

|  | Pachyrhinosaurus lakustai                                                                  |
|  |                                                                                            |
|  | \| \| Pachyrhinosaurus perotorum \| \| \| \| \| \| Pachyrhinosaurus canadensis \| \| \| \| |
|  |                                                                                            |
|  | Pachyrhinosaurus perotorum                                                                 |
|  |                                                                                            |
|  | Pachyrhinosaurus canadensis                                                                |
|  |                                                                                            |

|  | Pachyrhinosaurus perotorum  |
|  |                             |
|  | Pachyrhinosaurus canadensis |
|  |                             |

|  | Pachyrhinosaurus lakustai                                                                  |
|  |                                                                                            |
|  | \| \| Pachyrhinosaurus perotorum \| \| \| \| \| \| Pachyrhinosaurus canadensis \| \| \| \| |
|  |                                                                                            |
|  | Pachyrhinosaurus perotorum                                                                 |
|  |                                                                                            |
|  | Pachyrhinosaurus canadensis                                                                |
|  |                                                                                            |

|  | Pachyrhinosaurus perotorum  |
|  |                             |
|  | Pachyrhinosaurus canadensis |
|  |                             |

|  | Pachyrhinosaurus lakustai                                                                  |
|  |                                                                                            |
|  | \| \| Pachyrhinosaurus perotorum \| \| \| \| \| \| Pachyrhinosaurus canadensis \| \| \| \| |
|  |                                                                                            |
|  | Pachyrhinosaurus perotorum                                                                 |
|  |                                                                                            |
|  | Pachyrhinosaurus canadensis                                                                |
|  |                                                                                            |

|  | Pachyrhinosaurus perotorum  |
|  |                             |
|  | Pachyrhinosaurus canadensis |
|  |                             |

|  | Spinops sternbergorum                                                           |
|  |                                                                                 |
|  | \| \| Centrosaurus apertus \| \| \| \| \| \| Coronosaurus brinkmani \| \| \| \| |
|  |                                                                                 |
|  | Centrosaurus apertus                                                            |
|  |                                                                                 |
|  | Coronosaurus brinkmani                                                          |
|  |                                                                                 |

|  | Centrosaurus apertus   |
|  |                        |
|  | Coronosaurus brinkmani |
|  |                        |

|  | Styracosaurus ovatus      |
|  |                           |
|  | Styracosaurus albertensis |
|  |                           |

|  | Pachyrhinosaurus lakustai                                                                  |
|  |                                                                                            |
|  | \| \| Pachyrhinosaurus perotorum \| \| \| \| \| \| Pachyrhinosaurus canadensis \| \| \| \| |
|  |                                                                                            |
|  | Pachyrhinosaurus perotorum                                                                 |
|  |                                                                                            |
|  | Pachyrhinosaurus canadensis                                                                |
|  |                                                                                            |

|  | Pachyrhinosaurus perotorum  |
|  |                             |
|  | Pachyrhinosaurus canadensis |
|  |                             |

|  | Pachyrhinosaurus lakustai                                                                  |
|  |                                                                                            |
|  | \| \| Pachyrhinosaurus perotorum \| \| \| \| \| \| Pachyrhinosaurus canadensis \| \| \| \| |
|  |                                                                                            |
|  | Pachyrhinosaurus perotorum                                                                 |
|  |                                                                                            |
|  | Pachyrhinosaurus canadensis                                                                |
|  |                                                                                            |

|  | Pachyrhinosaurus perotorum  |
|  |                             |
|  | Pachyrhinosaurus canadensis |
|  |                             |

|  | Pachyrhinosaurus lakustai                                                                  |
|  |                                                                                            |
|  | \| \| Pachyrhinosaurus perotorum \| \| \| \| \| \| Pachyrhinosaurus canadensis \| \| \| \| |
|  |                                                                                            |
|  | Pachyrhinosaurus perotorum                                                                 |
|  |                                                                                            |
|  | Pachyrhinosaurus canadensis                                                                |
|  |                                                                                            |

|  | Pachyrhinosaurus perotorum  |
|  |                             |
|  | Pachyrhinosaurus canadensis |
|  |                             |

|  | Pachyrhinosaurus lakustai                                                                  |
|  |                                                                                            |
|  | \| \| Pachyrhinosaurus perotorum \| \| \| \| \| \| Pachyrhinosaurus canadensis \| \| \| \| |
|  |                                                                                            |
|  | Pachyrhinosaurus perotorum                                                                 |
|  |                                                                                            |
|  | Pachyrhinosaurus canadensis                                                                |
|  |                                                                                            |

|  | Pachyrhinosaurus perotorum  |
|  |                             |
|  | Pachyrhinosaurus canadensis |
|  |                             |

|  | Pachyrhinosaurus lakustai                                                                  |
|  |                                                                                            |
|  | \| \| Pachyrhinosaurus perotorum \| \| \| \| \| \| Pachyrhinosaurus canadensis \| \| \| \| |
|  |                                                                                            |
|  | Pachyrhinosaurus perotorum                                                                 |
|  |                                                                                            |
|  | Pachyrhinosaurus canadensis                                                                |
|  |                                                                                            |

|  | Pachyrhinosaurus perotorum  |
|  |                             |
|  | Pachyrhinosaurus canadensis |
|  |                             |

|  | Pachyrhinosaurus lakustai                                                                  |
|  |                                                                                            |
|  | \| \| Pachyrhinosaurus perotorum \| \| \| \| \| \| Pachyrhinosaurus canadensis \| \| \| \| |
|  |                                                                                            |
|  | Pachyrhinosaurus perotorum                                                                 |
|  |                                                                                            |
|  | Pachyrhinosaurus canadensis                                                                |
|  |                                                                                            |

|  | Pachyrhinosaurus perotorum  |
|  |                             |
|  | Pachyrhinosaurus canadensis |
|  |                             |

|  | Pachyrhinosaurus lakustai                                                                  |
|  |                                                                                            |
|  | \| \| Pachyrhinosaurus perotorum \| \| \| \| \| \| Pachyrhinosaurus canadensis \| \| \| \| |
|  |                                                                                            |
|  | Pachyrhinosaurus perotorum                                                                 |
|  |                                                                                            |
|  | Pachyrhinosaurus canadensis                                                                |
|  |                                                                                            |

|  | Pachyrhinosaurus perotorum  |
|  |                             |
|  | Pachyrhinosaurus canadensis |
|  |                             |

|  | Pachyrhinosaurus lakustai                                                                  |
|  |                                                                                            |
|  | \| \| Pachyrhinosaurus perotorum \| \| \| \| \| \| Pachyrhinosaurus canadensis \| \| \| \| |
|  |                                                                                            |
|  | Pachyrhinosaurus perotorum                                                                 |
|  |                                                                                            |
|  | Pachyrhinosaurus canadensis                                                                |
|  |                                                                                            |

|  | Pachyrhinosaurus perotorum  |
|  |                             |
|  | Pachyrhinosaurus canadensis |
|  |                             |

|  | Styracosaurus ovatus      |
|  |                           |
|  | Styracosaurus albertensis |
|  |                           |

|  | Pachyrhinosaurus lakustai                                                                  |
|  |                                                                                            |
|  | \| \| Pachyrhinosaurus perotorum \| \| \| \| \| \| Pachyrhinosaurus canadensis \| \| \| \| |
|  |                                                                                            |
|  | Pachyrhinosaurus perotorum                                                                 |
|  |                                                                                            |
|  | Pachyrhinosaurus canadensis                                                                |
|  |                                                                                            |

|  | Pachyrhinosaurus perotorum  |
|  |                             |
|  | Pachyrhinosaurus canadensis |
|  |                             |

|  | Pachyrhinosaurus lakustai                                                                  |
|  |                                                                                            |
|  | \| \| Pachyrhinosaurus perotorum \| \| \| \| \| \| Pachyrhinosaurus canadensis \| \| \| \| |
|  |                                                                                            |
|  | Pachyrhinosaurus perotorum                                                                 |
|  |                                                                                            |
|  | Pachyrhinosaurus canadensis                                                                |
|  |                                                                                            |

|  | Pachyrhinosaurus perotorum  |
|  |                             |
|  | Pachyrhinosaurus canadensis |
|  |                             |

|  | Pachyrhinosaurus lakustai                                                                  |
|  |                                                                                            |
|  | \| \| Pachyrhinosaurus perotorum \| \| \| \| \| \| Pachyrhinosaurus canadensis \| \| \| \| |
|  |                                                                                            |
|  | Pachyrhinosaurus perotorum                                                                 |
|  |                                                                                            |
|  | Pachyrhinosaurus canadensis                                                                |
|  |                                                                                            |

|  | Pachyrhinosaurus perotorum  |
|  |                             |
|  | Pachyrhinosaurus canadensis |
|  |                             |

|  | Pachyrhinosaurus lakustai                                                                  |
|  |                                                                                            |
|  | \| \| Pachyrhinosaurus perotorum \| \| \| \| \| \| Pachyrhinosaurus canadensis \| \| \| \| |
|  |                                                                                            |
|  | Pachyrhinosaurus perotorum                                                                 |
|  |                                                                                            |
|  | Pachyrhinosaurus canadensis                                                                |
|  |                                                                                            |

|  | Pachyrhinosaurus perotorum  |
|  |                             |
|  | Pachyrhinosaurus canadensis |
|  |                             |

|  | Pachyrhinosaurus lakustai                                                                  |
|  |                                                                                            |
|  | \| \| Pachyrhinosaurus perotorum \| \| \| \| \| \| Pachyrhinosaurus canadensis \| \| \| \| |
|  |                                                                                            |
|  | Pachyrhinosaurus perotorum                                                                 |
|  |                                                                                            |
|  | Pachyrhinosaurus canadensis                                                                |
|  |                                                                                            |

|  | Pachyrhinosaurus perotorum  |
|  |                             |
|  | Pachyrhinosaurus canadensis |
|  |                             |

|  | Pachyrhinosaurus lakustai                                                                  |
|  |                                                                                            |
|  | \| \| Pachyrhinosaurus perotorum \| \| \| \| \| \| Pachyrhinosaurus canadensis \| \| \| \| |
|  |                                                                                            |
|  | Pachyrhinosaurus perotorum                                                                 |
|  |                                                                                            |
|  | Pachyrhinosaurus canadensis                                                                |
|  |                                                                                            |

|  | Pachyrhinosaurus perotorum  |
|  |                             |
|  | Pachyrhinosaurus canadensis |
|  |                             |

|  | Pachyrhinosaurus lakustai                                                                  |
|  |                                                                                            |
|  | \| \| Pachyrhinosaurus perotorum \| \| \| \| \| \| Pachyrhinosaurus canadensis \| \| \| \| |
|  |                                                                                            |
|  | Pachyrhinosaurus perotorum                                                                 |
|  |                                                                                            |
|  | Pachyrhinosaurus canadensis                                                                |
|  |                                                                                            |

|  | Pachyrhinosaurus perotorum  |
|  |                             |
|  | Pachyrhinosaurus canadensis |
|  |                             |

|  | Pachyrhinosaurus lakustai                                                                  |
|  |                                                                                            |
|  | \| \| Pachyrhinosaurus perotorum \| \| \| \| \| \| Pachyrhinosaurus canadensis \| \| \| \| |
|  |                                                                                            |
|  | Pachyrhinosaurus perotorum                                                                 |
|  |                                                                                            |
|  | Pachyrhinosaurus canadensis                                                                |
|  |                                                                                            |

|  | Pachyrhinosaurus perotorum  |
|  |                             |
|  | Pachyrhinosaurus canadensis |
|  |                             |

|  | Medusaceratops lokii                                                                      |
|  |                                                                                           |
|  | \| \| Wendiceratops pinhornensis \| \| \| \| \| \| Sinoceratops zhuchengensis \| \| \| \| |
|  |                                                                                           |
|  | Wendiceratops pinhornensis                                                                |
|  |                                                                                           |
|  | Sinoceratops zhuchengensis                                                                |
|  |                                                                                           |

|  | Wendiceratops pinhornensis |
|  |                            |
|  | Sinoceratops zhuchengensis |
|  |                            |

|  | Medusaceratops lokii                                                                      |
|  |                                                                                           |
|  | \| \| Wendiceratops pinhornensis \| \| \| \| \| \| Sinoceratops zhuchengensis \| \| \| \| |
|  |                                                                                           |
|  | Wendiceratops pinhornensis                                                                |
|  |                                                                                           |
|  | Sinoceratops zhuchengensis                                                                |
|  |                                                                                           |

|  | Wendiceratops pinhornensis |
|  |                            |
|  | Sinoceratops zhuchengensis |
|  |                            |

|  | Machairoceratops cronusi |
|  |                          |
|  | Diabloceratops eatoni    |
|  |                          |

|  | Albertaceratops nesmoi                                                         |
|  |                                                                                |
|  | \| \| Nasutoceratops titusi \| \| \| \| \| \| Avaceratops lammersi \| \| \| \| |
|  |                                                                                |
|  | Nasutoceratops titusi                                                          |
|  |                                                                                |
|  | Avaceratops lammersi                                                           |
|  |                                                                                |

|  | Nasutoceratops titusi |
|  |                       |
|  | Avaceratops lammersi  |
|  |                       |

|  | Machairoceratops cronusi |
|  |                          |
|  | Diabloceratops eatoni    |
|  |                          |

|  | Albertaceratops nesmoi                                                         |
|  |                                                                                |
|  | \| \| Nasutoceratops titusi \| \| \| \| \| \| Avaceratops lammersi \| \| \| \| |
|  |                                                                                |
|  | Nasutoceratops titusi                                                          |
|  |                                                                                |
|  | Avaceratops lammersi                                                           |
|  |                                                                                |

|  | Nasutoceratops titusi |
|  |                       |
|  | Avaceratops lammersi  |
|  |                       |

|  | Medusaceratops lokii                                                                      |
|  |                                                                                           |
|  | \| \| Wendiceratops pinhornensis \| \| \| \| \| \| Sinoceratops zhuchengensis \| \| \| \| |
|  |                                                                                           |
|  | Wendiceratops pinhornensis                                                                |
|  |                                                                                           |
|  | Sinoceratops zhuchengensis                                                                |
|  |                                                                                           |

|  | Wendiceratops pinhornensis |
|  |                            |
|  | Sinoceratops zhuchengensis |
|  |                            |

|  | Medusaceratops lokii                                                                      |
|  |                                                                                           |
|  | \| \| Wendiceratops pinhornensis \| \| \| \| \| \| Sinoceratops zhuchengensis \| \| \| \| |
|  |                                                                                           |
|  | Wendiceratops pinhornensis                                                                |
|  |                                                                                           |
|  | Sinoceratops zhuchengensis                                                                |
|  |                                                                                           |

|  | Wendiceratops pinhornensis |
|  |                            |
|  | Sinoceratops zhuchengensis |
|  |                            |

|  | Machairoceratops cronusi |
|  |                          |
|  | Diabloceratops eatoni    |
|  |                          |

|  | Albertaceratops nesmoi                                                         |
|  |                                                                                |
|  | \| \| Nasutoceratops titusi \| \| \| \| \| \| Avaceratops lammersi \| \| \| \| |
|  |                                                                                |
|  | Nasutoceratops titusi                                                          |
|  |                                                                                |
|  | Avaceratops lammersi                                                           |
|  |                                                                                |

|  | Nasutoceratops titusi |
|  |                       |
|  | Avaceratops lammersi  |
|  |                       |

|  | Machairoceratops cronusi |
|  |                          |
|  | Diabloceratops eatoni    |
|  |                          |

|  | Albertaceratops nesmoi                                                         |
|  |                                                                                |
|  | \| \| Nasutoceratops titusi \| \| \| \| \| \| Avaceratops lammersi \| \| \| \| |
|  |                                                                                |
|  | Nasutoceratops titusi                                                          |
|  |                                                                                |
|  | Avaceratops lammersi                                                           |
|  |                                                                                |

|  | Nasutoceratops titusi |
|  |                       |
|  | Avaceratops lammersi  |
|  |                       |

|  | Spinops sternbergorum                                                           |
|  |                                                                                 |
|  | \| \| Centrosaurus apertus \| \| \| \| \| \| Coronosaurus brinkmani \| \| \| \| |
|  |                                                                                 |
|  | Centrosaurus apertus                                                            |
|  |                                                                                 |
|  | Coronosaurus brinkmani                                                          |
|  |                                                                                 |

|  | Centrosaurus apertus   |
|  |                        |
|  | Coronosaurus brinkmani |
|  |                        |

|  | Styracosaurus ovatus      |
|  |                           |
|  | Styracosaurus albertensis |
|  |                           |

|  | Pachyrhinosaurus lakustai                                                                  |
|  |                                                                                            |
|  | \| \| Pachyrhinosaurus perotorum \| \| \| \| \| \| Pachyrhinosaurus canadensis \| \| \| \| |
|  |                                                                                            |
|  | Pachyrhinosaurus perotorum                                                                 |
|  |                                                                                            |
|  | Pachyrhinosaurus canadensis                                                                |
|  |                                                                                            |

|  | Pachyrhinosaurus perotorum  |
|  |                             |
|  | Pachyrhinosaurus canadensis |
|  |                             |

|  | Pachyrhinosaurus lakustai                                                                  |
|  |                                                                                            |
|  | \| \| Pachyrhinosaurus perotorum \| \| \| \| \| \| Pachyrhinosaurus canadensis \| \| \| \| |
|  |                                                                                            |
|  | Pachyrhinosaurus perotorum                                                                 |
|  |                                                                                            |
|  | Pachyrhinosaurus canadensis                                                                |
|  |                                                                                            |

|  | Pachyrhinosaurus perotorum  |
|  |                             |
|  | Pachyrhinosaurus canadensis |
|  |                             |

|  | Pachyrhinosaurus lakustai                                                                  |
|  |                                                                                            |
|  | \| \| Pachyrhinosaurus perotorum \| \| \| \| \| \| Pachyrhinosaurus canadensis \| \| \| \| |
|  |                                                                                            |
|  | Pachyrhinosaurus perotorum                                                                 |
|  |                                                                                            |
|  | Pachyrhinosaurus canadensis                                                                |
|  |                                                                                            |

|  | Pachyrhinosaurus perotorum  |
|  |                             |
|  | Pachyrhinosaurus canadensis |
|  |                             |

|  | Pachyrhinosaurus lakustai                                                                  |
|  |                                                                                            |
|  | \| \| Pachyrhinosaurus perotorum \| \| \| \| \| \| Pachyrhinosaurus canadensis \| \| \| \| |
|  |                                                                                            |
|  | Pachyrhinosaurus perotorum                                                                 |
|  |                                                                                            |
|  | Pachyrhinosaurus canadensis                                                                |
|  |                                                                                            |

|  | Pachyrhinosaurus perotorum  |
|  |                             |
|  | Pachyrhinosaurus canadensis |
|  |                             |

|  | Pachyrhinosaurus lakustai                                                                  |
|  |                                                                                            |
|  | \| \| Pachyrhinosaurus perotorum \| \| \| \| \| \| Pachyrhinosaurus canadensis \| \| \| \| |
|  |                                                                                            |
|  | Pachyrhinosaurus perotorum                                                                 |
|  |                                                                                            |
|  | Pachyrhinosaurus canadensis                                                                |
|  |                                                                                            |

|  | Pachyrhinosaurus perotorum  |
|  |                             |
|  | Pachyrhinosaurus canadensis |
|  |                             |

|  | Pachyrhinosaurus lakustai                                                                  |
|  |                                                                                            |
|  | \| \| Pachyrhinosaurus perotorum \| \| \| \| \| \| Pachyrhinosaurus canadensis \| \| \| \| |
|  |                                                                                            |
|  | Pachyrhinosaurus perotorum                                                                 |
|  |                                                                                            |
|  | Pachyrhinosaurus canadensis                                                                |
|  |                                                                                            |

|  | Pachyrhinosaurus perotorum  |
|  |                             |
|  | Pachyrhinosaurus canadensis |
|  |                             |

|  | Pachyrhinosaurus lakustai                                                                  |
|  |                                                                                            |
|  | \| \| Pachyrhinosaurus perotorum \| \| \| \| \| \| Pachyrhinosaurus canadensis \| \| \| \| |
|  |                                                                                            |
|  | Pachyrhinosaurus perotorum                                                                 |
|  |                                                                                            |
|  | Pachyrhinosaurus canadensis                                                                |
|  |                                                                                            |

|  | Pachyrhinosaurus perotorum  |
|  |                             |
|  | Pachyrhinosaurus canadensis |
|  |                             |

|  | Pachyrhinosaurus lakustai                                                                  |
|  |                                                                                            |
|  | \| \| Pachyrhinosaurus perotorum \| \| \| \| \| \| Pachyrhinosaurus canadensis \| \| \| \| |
|  |                                                                                            |
|  | Pachyrhinosaurus perotorum                                                                 |
|  |                                                                                            |
|  | Pachyrhinosaurus canadensis                                                                |
|  |                                                                                            |

|  | Pachyrhinosaurus perotorum  |
|  |                             |
|  | Pachyrhinosaurus canadensis |
|  |                             |

|  | Styracosaurus ovatus      |
|  |                           |
|  | Styracosaurus albertensis |
|  |                           |

|  | Pachyrhinosaurus lakustai                                                                  |
|  |                                                                                            |
|  | \| \| Pachyrhinosaurus perotorum \| \| \| \| \| \| Pachyrhinosaurus canadensis \| \| \| \| |
|  |                                                                                            |
|  | Pachyrhinosaurus perotorum                                                                 |
|  |                                                                                            |
|  | Pachyrhinosaurus canadensis                                                                |
|  |                                                                                            |

|  | Pachyrhinosaurus perotorum  |
|  |                             |
|  | Pachyrhinosaurus canadensis |
|  |                             |

|  | Pachyrhinosaurus lakustai                                                                  |
|  |                                                                                            |
|  | \| \| Pachyrhinosaurus perotorum \| \| \| \| \| \| Pachyrhinosaurus canadensis \| \| \| \| |
|  |                                                                                            |
|  | Pachyrhinosaurus perotorum                                                                 |
|  |                                                                                            |
|  | Pachyrhinosaurus canadensis                                                                |
|  |                                                                                            |

|  | Pachyrhinosaurus perotorum  |
|  |                             |
|  | Pachyrhinosaurus canadensis |
|  |                             |

|  | Pachyrhinosaurus lakustai                                                                  |
|  |                                                                                            |
|  | \| \| Pachyrhinosaurus perotorum \| \| \| \| \| \| Pachyrhinosaurus canadensis \| \| \| \| |
|  |                                                                                            |
|  | Pachyrhinosaurus perotorum                                                                 |
|  |                                                                                            |
|  | Pachyrhinosaurus canadensis                                                                |
|  |                                                                                            |

|  | Pachyrhinosaurus perotorum  |
|  |                             |
|  | Pachyrhinosaurus canadensis |
|  |                             |

|  | Pachyrhinosaurus lakustai                                                                  |
|  |                                                                                            |
|  | \| \| Pachyrhinosaurus perotorum \| \| \| \| \| \| Pachyrhinosaurus canadensis \| \| \| \| |
|  |                                                                                            |
|  | Pachyrhinosaurus perotorum                                                                 |
|  |                                                                                            |
|  | Pachyrhinosaurus canadensis                                                                |
|  |                                                                                            |

|  | Pachyrhinosaurus perotorum  |
|  |                             |
|  | Pachyrhinosaurus canadensis |
|  |                             |

|  | Pachyrhinosaurus lakustai                                                                  |
|  |                                                                                            |
|  | \| \| Pachyrhinosaurus perotorum \| \| \| \| \| \| Pachyrhinosaurus canadensis \| \| \| \| |
|  |                                                                                            |
|  | Pachyrhinosaurus perotorum                                                                 |
|  |                                                                                            |
|  | Pachyrhinosaurus canadensis                                                                |
|  |                                                                                            |

|  | Pachyrhinosaurus perotorum  |
|  |                             |
|  | Pachyrhinosaurus canadensis |
|  |                             |

|  | Pachyrhinosaurus lakustai                                                                  |
|  |                                                                                            |
|  | \| \| Pachyrhinosaurus perotorum \| \| \| \| \| \| Pachyrhinosaurus canadensis \| \| \| \| |
|  |                                                                                            |
|  | Pachyrhinosaurus perotorum                                                                 |
|  |                                                                                            |
|  | Pachyrhinosaurus canadensis                                                                |
|  |                                                                                            |

|  | Pachyrhinosaurus perotorum  |
|  |                             |
|  | Pachyrhinosaurus canadensis |
|  |                             |

|  | Pachyrhinosaurus lakustai                                                                  |
|  |                                                                                            |
|  | \| \| Pachyrhinosaurus perotorum \| \| \| \| \| \| Pachyrhinosaurus canadensis \| \| \| \| |
|  |                                                                                            |
|  | Pachyrhinosaurus perotorum                                                                 |
|  |                                                                                            |
|  | Pachyrhinosaurus canadensis                                                                |
|  |                                                                                            |

|  | Pachyrhinosaurus perotorum  |
|  |                             |
|  | Pachyrhinosaurus canadensis |
|  |                             |

|  | Pachyrhinosaurus lakustai                                                                  |
|  |                                                                                            |
|  | \| \| Pachyrhinosaurus perotorum \| \| \| \| \| \| Pachyrhinosaurus canadensis \| \| \| \| |
|  |                                                                                            |
|  | Pachyrhinosaurus perotorum                                                                 |
|  |                                                                                            |
|  | Pachyrhinosaurus canadensis                                                                |
|  |                                                                                            |

|  | Pachyrhinosaurus perotorum  |
|  |                             |
|  | Pachyrhinosaurus canadensis |
|  |                             |

|  | Spinops sternbergorum                                                           |
|  |                                                                                 |
|  | \| \| Centrosaurus apertus \| \| \| \| \| \| Coronosaurus brinkmani \| \| \| \| |
|  |                                                                                 |
|  | Centrosaurus apertus                                                            |
|  |                                                                                 |
|  | Coronosaurus brinkmani                                                          |
|  |                                                                                 |

|  | Centrosaurus apertus   |
|  |                        |
|  | Coronosaurus brinkmani |
|  |                        |

|  | Styracosaurus ovatus      |
|  |                           |
|  | Styracosaurus albertensis |
|  |                           |

|  | Pachyrhinosaurus lakustai                                                                  |
|  |                                                                                            |
|  | \| \| Pachyrhinosaurus perotorum \| \| \| \| \| \| Pachyrhinosaurus canadensis \| \| \| \| |
|  |                                                                                            |
|  | Pachyrhinosaurus perotorum                                                                 |
|  |                                                                                            |
|  | Pachyrhinosaurus canadensis                                                                |
|  |                                                                                            |

|  | Pachyrhinosaurus perotorum  |
|  |                             |
|  | Pachyrhinosaurus canadensis |
|  |                             |

|  | Pachyrhinosaurus lakustai                                                                  |
|  |                                                                                            |
|  | \| \| Pachyrhinosaurus perotorum \| \| \| \| \| \| Pachyrhinosaurus canadensis \| \| \| \| |
|  |                                                                                            |
|  | Pachyrhinosaurus perotorum                                                                 |
|  |                                                                                            |
|  | Pachyrhinosaurus canadensis                                                                |
|  |                                                                                            |

|  | Pachyrhinosaurus perotorum  |
|  |                             |
|  | Pachyrhinosaurus canadensis |
|  |                             |

|  | Pachyrhinosaurus lakustai                                                                  |
|  |                                                                                            |
|  | \| \| Pachyrhinosaurus perotorum \| \| \| \| \| \| Pachyrhinosaurus canadensis \| \| \| \| |
|  |                                                                                            |
|  | Pachyrhinosaurus perotorum                                                                 |
|  |                                                                                            |
|  | Pachyrhinosaurus canadensis                                                                |
|  |                                                                                            |

|  | Pachyrhinosaurus perotorum  |
|  |                             |
|  | Pachyrhinosaurus canadensis |
|  |                             |

|  | Pachyrhinosaurus lakustai                                                                  |
|  |                                                                                            |
|  | \| \| Pachyrhinosaurus perotorum \| \| \| \| \| \| Pachyrhinosaurus canadensis \| \| \| \| |
|  |                                                                                            |
|  | Pachyrhinosaurus perotorum                                                                 |
|  |                                                                                            |
|  | Pachyrhinosaurus canadensis                                                                |
|  |                                                                                            |

|  | Pachyrhinosaurus perotorum  |
|  |                             |
|  | Pachyrhinosaurus canadensis |
|  |                             |

|  | Pachyrhinosaurus lakustai                                                                  |
|  |                                                                                            |
|  | \| \| Pachyrhinosaurus perotorum \| \| \| \| \| \| Pachyrhinosaurus canadensis \| \| \| \| |
|  |                                                                                            |
|  | Pachyrhinosaurus perotorum                                                                 |
|  |                                                                                            |
|  | Pachyrhinosaurus canadensis                                                                |
|  |                                                                                            |

|  | Pachyrhinosaurus perotorum  |
|  |                             |
|  | Pachyrhinosaurus canadensis |
|  |                             |

|  | Pachyrhinosaurus lakustai                                                                  |
|  |                                                                                            |
|  | \| \| Pachyrhinosaurus perotorum \| \| \| \| \| \| Pachyrhinosaurus canadensis \| \| \| \| |
|  |                                                                                            |
|  | Pachyrhinosaurus perotorum                                                                 |
|  |                                                                                            |
|  | Pachyrhinosaurus canadensis                                                                |
|  |                                                                                            |

|  | Pachyrhinosaurus perotorum  |
|  |                             |
|  | Pachyrhinosaurus canadensis |
|  |                             |

|  | Pachyrhinosaurus lakustai                                                                  |
|  |                                                                                            |
|  | \| \| Pachyrhinosaurus perotorum \| \| \| \| \| \| Pachyrhinosaurus canadensis \| \| \| \| |
|  |                                                                                            |
|  | Pachyrhinosaurus perotorum                                                                 |
|  |                                                                                            |
|  | Pachyrhinosaurus canadensis                                                                |
|  |                                                                                            |

|  | Pachyrhinosaurus perotorum  |
|  |                             |
|  | Pachyrhinosaurus canadensis |
|  |                             |

|  | Pachyrhinosaurus lakustai                                                                  |
|  |                                                                                            |
|  | \| \| Pachyrhinosaurus perotorum \| \| \| \| \| \| Pachyrhinosaurus canadensis \| \| \| \| |
|  |                                                                                            |
|  | Pachyrhinosaurus perotorum                                                                 |
|  |                                                                                            |
|  | Pachyrhinosaurus canadensis                                                                |
|  |                                                                                            |

|  | Pachyrhinosaurus perotorum  |
|  |                             |
|  | Pachyrhinosaurus canadensis |
|  |                             |

|  | Styracosaurus ovatus      |
|  |                           |
|  | Styracosaurus albertensis |
|  |                           |

|  | Pachyrhinosaurus lakustai                                                                  |
|  |                                                                                            |
|  | \| \| Pachyrhinosaurus perotorum \| \| \| \| \| \| Pachyrhinosaurus canadensis \| \| \| \| |
|  |                                                                                            |
|  | Pachyrhinosaurus perotorum                                                                 |
|  |                                                                                            |
|  | Pachyrhinosaurus canadensis                                                                |
|  |                                                                                            |

|  | Pachyrhinosaurus perotorum  |
|  |                             |
|  | Pachyrhinosaurus canadensis |
|  |                             |

|  | Pachyrhinosaurus lakustai                                                                  |
|  |                                                                                            |
|  | \| \| Pachyrhinosaurus perotorum \| \| \| \| \| \| Pachyrhinosaurus canadensis \| \| \| \| |
|  |                                                                                            |
|  | Pachyrhinosaurus perotorum                                                                 |
|  |                                                                                            |
|  | Pachyrhinosaurus canadensis                                                                |
|  |                                                                                            |

|  | Pachyrhinosaurus perotorum  |
|  |                             |
|  | Pachyrhinosaurus canadensis |
|  |                             |

|  | Pachyrhinosaurus lakustai                                                                  |
|  |                                                                                            |
|  | \| \| Pachyrhinosaurus perotorum \| \| \| \| \| \| Pachyrhinosaurus canadensis \| \| \| \| |
|  |                                                                                            |
|  | Pachyrhinosaurus perotorum                                                                 |
|  |                                                                                            |
|  | Pachyrhinosaurus canadensis                                                                |
|  |                                                                                            |

|  | Pachyrhinosaurus perotorum  |
|  |                             |
|  | Pachyrhinosaurus canadensis |
|  |                             |

|  | Pachyrhinosaurus lakustai                                                                  |
|  |                                                                                            |
|  | \| \| Pachyrhinosaurus perotorum \| \| \| \| \| \| Pachyrhinosaurus canadensis \| \| \| \| |
|  |                                                                                            |
|  | Pachyrhinosaurus perotorum                                                                 |
|  |                                                                                            |
|  | Pachyrhinosaurus canadensis                                                                |
|  |                                                                                            |

|  | Pachyrhinosaurus perotorum  |
|  |                             |
|  | Pachyrhinosaurus canadensis |
|  |                             |

|  | Pachyrhinosaurus lakustai                                                                  |
|  |                                                                                            |
|  | \| \| Pachyrhinosaurus perotorum \| \| \| \| \| \| Pachyrhinosaurus canadensis \| \| \| \| |
|  |                                                                                            |
|  | Pachyrhinosaurus perotorum                                                                 |
|  |                                                                                            |
|  | Pachyrhinosaurus canadensis                                                                |
|  |                                                                                            |

|  | Pachyrhinosaurus perotorum  |
|  |                             |
|  | Pachyrhinosaurus canadensis |
|  |                             |

|  | Pachyrhinosaurus lakustai                                                                  |
|  |                                                                                            |
|  | \| \| Pachyrhinosaurus perotorum \| \| \| \| \| \| Pachyrhinosaurus canadensis \| \| \| \| |
|  |                                                                                            |
|  | Pachyrhinosaurus perotorum                                                                 |
|  |                                                                                            |
|  | Pachyrhinosaurus canadensis                                                                |
|  |                                                                                            |

|  | Pachyrhinosaurus perotorum  |
|  |                             |
|  | Pachyrhinosaurus canadensis |
|  |                             |

|  | Pachyrhinosaurus lakustai                                                                  |
|  |                                                                                            |
|  | \| \| Pachyrhinosaurus perotorum \| \| \| \| \| \| Pachyrhinosaurus canadensis \| \| \| \| |
|  |                                                                                            |
|  | Pachyrhinosaurus perotorum                                                                 |
|  |                                                                                            |
|  | Pachyrhinosaurus canadensis                                                                |
|  |                                                                                            |

|  | Pachyrhinosaurus perotorum  |
|  |                             |
|  | Pachyrhinosaurus canadensis |
|  |                             |

|  | Pachyrhinosaurus lakustai                                                                  |
|  |                                                                                            |
|  | \| \| Pachyrhinosaurus perotorum \| \| \| \| \| \| Pachyrhinosaurus canadensis \| \| \| \| |
|  |                                                                                            |
|  | Pachyrhinosaurus perotorum                                                                 |
|  |                                                                                            |
|  | Pachyrhinosaurus canadensis                                                                |
|  |                                                                                            |

|  | Pachyrhinosaurus perotorum  |
|  |                             |
|  | Pachyrhinosaurus canadensis |
|  |                             |